# Dobó Fülöp
István „Dobó“ Fülöp počeštěně Stefan „Dobó“ Fülöp (18. dubna 1906 – asi 1. října 1942) byl maďarský zápasník a instruktor japonského bojového umění džúdžucu židovského původu, který se výraznou měrou zasloužil o popularizaci bojových umění v meziválečném Československu.

## Životopis
Narodil se v maďarské obci Hajdúdorog. Začínal s těžkou atletikou – vzpíral a zápasil. Účastnil se soutěží v populárním zápasu řecko-římském a někdy v druhé polovině dvacátých letech dvacátého století přestoupil k profesionálům. Jako profesionál užíval přezdívky Dobó asi jako poctu významnému uherskému vojáku Istvánu Dobó.
Toulkami po evropských zápasnických promocích se vyškolil v japonském bojovém umění džúdžucu (tehdy psáno jiu-jitsu) v známém londýnském klubu Budokwai. Pod vedením japonského senseie Gundži Koizumiho dosáhl na tehdejší dobu vysokého technického stupně 1. kjú. Nutno poznamenat, že zápasy řecko-římské v ringu v té době dovolovaly řadu submisivních chvatů podobných s džúdžucu – vykrucování, lámání končetin, páčení kloubů (viz grappling).
V roce 1933 se dostal jako profesionál do Brna, kde podepsal smlouvu s českým manažerem Kulhánkem a účastnil se série turnajů po českých hudebních divadlech a varieté. Jeho soupeři v ringu byly například Estonec Jaan Jaago nebo Ctibor Uxa. Zajímavostí je, že všichni zahraniční zápasníci měli statut vysokoškolského studenta v značně pokročilejším věku. Estonci Jaagovi bylo přes 40 let. Pravděpodobně šlo o právní kličku v zákoně pro pracovní povolení nebo laciné ubytování na kolejích.
Při svém pobytu v Brně začal školit japonská bojová umění na brněnské technice. Jeho žáky byly hlavně brněnští příslušníci bezpečnostních složek. Brzy si všiml komerční potenciál a před diváky začal předváděl své umění. Svá vystoupení koncipoval jako doprovodný program ke galavečerům v ringu – profesionální boxing a zápas. Ideální sparingpartnery našel v Praze, kde se cvičilo od roku 1910 podle učebnic bojové umění jiu-jitsu jako sebeobrana ve Strakově akademii a od počátku třicátých let dvacátého století v tělovýchovném ústavu Marathon Jindřicha Plichty v Černé ulici (současná budova Evangelické teologické fakulty). Svým způsobem byl prvním diplomovaným učitelem první generace českých judistů a jujucuků jako Adolf Lebeda, František Šíma, Miloš Tůma, Karel Zrůbek a dalších.
V závěru roku 1934 se účastnil prvního mezinárodního turnaje v jiu-jitsu nazvaného Mistrovství Evropy a v těžké váze obsadil třetí místo. Neměl však československou příslušnost a ještě v závěru roku 1935 uvedl Český deník, že mluví lámanou Češtinou. Jazyková bariéra mu však nebránila v mediální propagaci sebeobrany a dokonce byl několikrát hostem v Československém rozhlase. V roce 1937 proběhla tiskem zpráva, že na předchůdci dnešní Univerziády v Paříži řídil jako rozhodčí semifinálový fotbalový zápas mezi Itálií a Maďarskem jistý Fulop. Fulop se přihlásil jako náhradník za nepřítomného rozhodčího a jako příslušnost uvedl Československou. Po zápase se však zjistilo, že měl maďarské papíry a Italové požadovali opakování zápasu kvůli zaujatosti – Maďaři vyhráli 1:0. Česká média tohoto fotbalového rozhodčího Fulopa spojovala s ním.
V roce 1936 patřil k zakládajícím členům Českého svazu jiu-jitsu. Do Česka začali od roku 1935 jezdit hromadně školitelé ze Spojeného království a za podpory japonského velvyslanectví v Praze i školitelé z Japonska. Vrcholem byla návštěva japonského profesora bojového umění judo Džigora Kana v Praze po olympijských hrách v Berlíně v roce 1936.
V roce 1937 vydal s pomocí Vysokoškolského nakladatelství první obsáhlejší českou publikaci sebeobrany „Základy jiu-jitsu“. V roce 1938 stále nabízel lekce sebeobrany, ale od roku 1939 se jeho jméno s nástupem vlády Protektorátu z tisku vytratilo. Kvůli židovskému původu se během okupace dostal do koncentračního tábora Mauthausen, kde byl údajně zastřelen při pokusu o útěk na podzim 1942.